# Humenné
Humenné (en húngaro: Homonna) es la capital del distrito de Humenné en la región de Prešov, Eslovaquia, con una población estimada a final del año 2024 de 29 567 habitantes.
Se encuentra ubicada al sureste de la región, cerca de los ríos Cirocha y Laborec (cuenca hidrográfica del río Tisza) y de la frontera con la región de Košice.

## Ciudades hermanadas
- Przemyśl, Polonia

## Demografía
| Año        | 1994   | 2004    | 2014    | 2024     |
| ---------- | ------ | ------- | ------- | -------- |
| Población  | 36 141 | 35 008  | 34 186  | 29 567   |
| Diferencia |        | −3,13 % | −2,34 % | −13,51 % |

| Año        | 2023   | 2024    |
| ---------- | ------ | ------- |
| Población  | 30 006 | 29 567  |
| Diferencia |        | −1,46 % |